# Вайдингер, Отто
О́тто Ва́йдингер (нем. Otto Weidinger; 24 мая 1914 — 10 января 1990) — немецкий офицер, участник Второй мировой войны, оберштурмбаннфюрер СС, кавалер Рыцарского креста с Дубовыми листьями.

## Начало военной карьеры
В 1934 году поступил на службу в войска СС (SS-Verfügungstruppe). После окончания офицерского училища в 1936 году получил звание унтерштурмфюрера (лейтенант).

## Вторая мировая война
Участвовал в Польской кампании (1939) и во Французской кампании (1940); заместитель командира разведывательного батальона, награждён Железными крестами обеих степеней.
С июля 1940 года — в звании гауптштурмфюрера (капитан), командир разведывательного батальона. Участвовал в захвате Югославии (1941 год).
С 22 июня 1941 года участвовал в германо-советской войне, в боях в Белоруссии, в районе Смоленска, на Московском направлении. Был тяжело ранен, после госпиталя с ноября 1941 года — преподаватель в военном училище.
С июня 1943 года — вновь на Восточном фронте, командир пехотного батальона дивизии СС «Рейх», штурмбаннфюрер СС (майор). Бои на южном фасе Курской дуги, в том числе сражение под Прохоровкой. Вновь тяжело ранен, награждён Золотым немецким крестом.
В конце 1943 — начале 1944 годов — бои на Украине. В апреле 1944 года — Вайдингер награждён Рыцарским крестом, произведён в звание оберштурмбаннфюрер (подполковник). Дивизия «Рейх» переведена во Францию.
С июня 1944 года — Вайдингер назначен командиром гренадерского полка дивизии «Рейх». Бои в Нормандии против высадившихся войск западных союзников (американцев, британцев, канадцев, поляков). В декабре 1944 года — Вайдингер награждён Дубовыми листьями к Рыцарскому кресту.
В 1945 году — бои в Венгрии против советских войск. 6 мая 1945 года командующий 6-й танковой армией СС оберстгруппенфюрер Дитрих наградил Вайдингера мечами (№ 150) к Рыцарскому кресту с Дубовыми листьями. С остатками немецких войск Вайдингер ушёл в Австрию, где после капитуляции Германии сдался в американский плен.

## После войны
Был передан из американского плена во Францию, где предстал перед судом по обвинению в причастности к уничтожению мирных жителей в Орадуре и Тюле. Признан невиновным. Отпущен на свободу в 1951 году.